# ورم (بلژیک)
شهر ورم (به فرانسوی: Waremme) در شهرستان ورم (بلژیک)  در استان لیئژ  در منطقه فدرال والوون در کشور بلژیک واقع شده‌است.